# Aubenton
Aubenton ist eine französische Gemeinde mit 659 Einwohnern (Stand 1. Januar 2022) im Département Aisne in der Region Hauts-de-France; sie gehört zum Arrondissement Vervins und zum Kanton Hirson.

## Geografie
Die Gemeinde Aubenton liegt am Fluss Thon, etwa 14 Kilometer südöstlich von Hirson und 15 Kilometer südlich der Grenze zu Belgien.

## Bevölkerungsentwicklung
| Jahr                       | 1962 | 1968 | 1975 | 1982 | 1990 | 1999 | 2006 | 2013 | 2021 |
| Einwohner                  | 1102 | 1078 | 1002 | 969  | 826  | 713  | 704  | 664  | 660  |
| Quellen: Cassini und INSEE |      |      |      |      |      |      |      |      |      |

## Sehenswürdigkeiten
- Kirche Maria Himmelfahrt (Église Notre-Dame-de-l’Assomption)[1], Monument historique
- Herrenhaus (Manoir), heute Jean-Mermoz-Museum[2], Monument historique
- Tour de Chimay aus dem 16. Jahrhundert

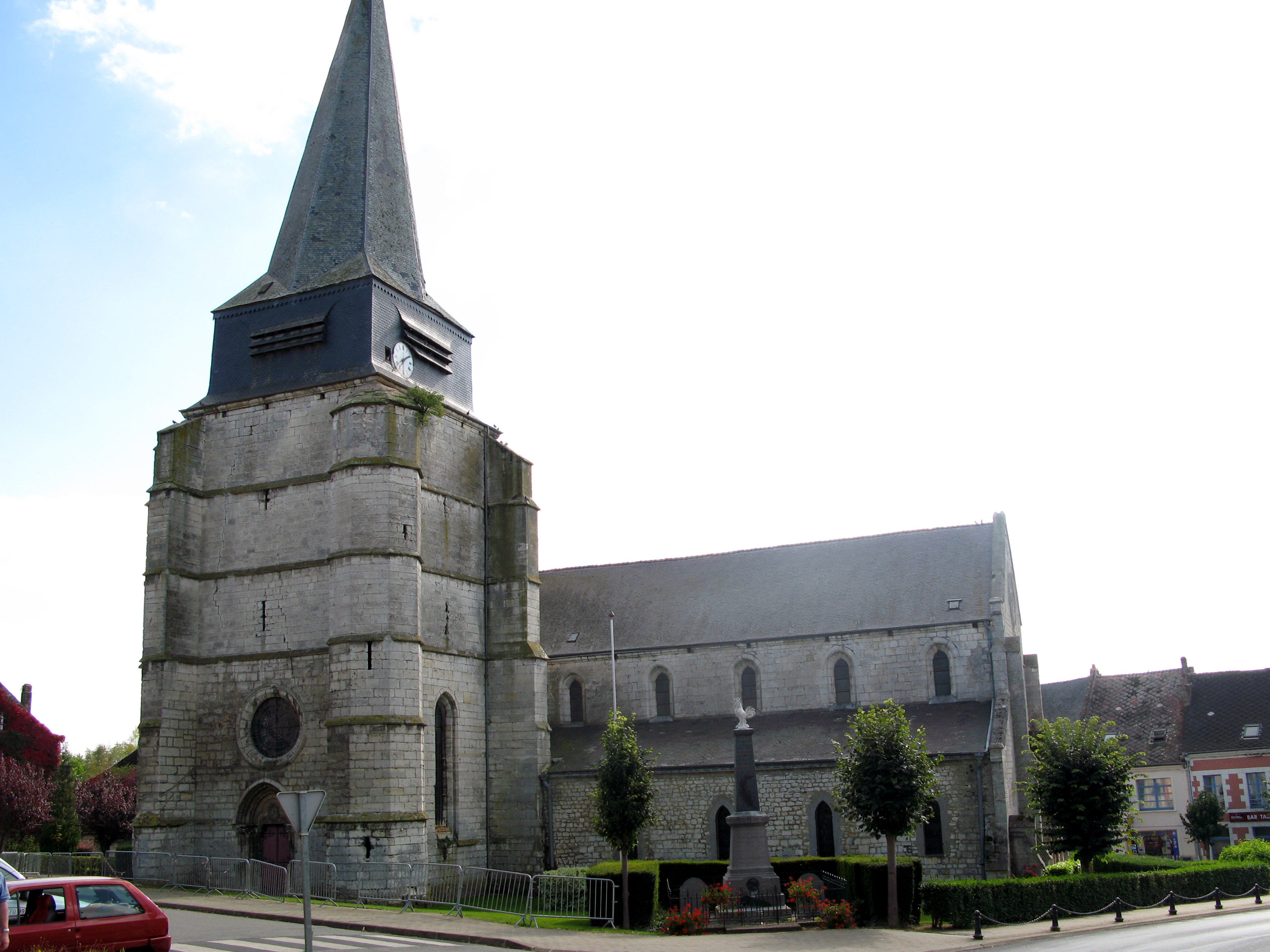
Maria Himmelfahrt Aubenton
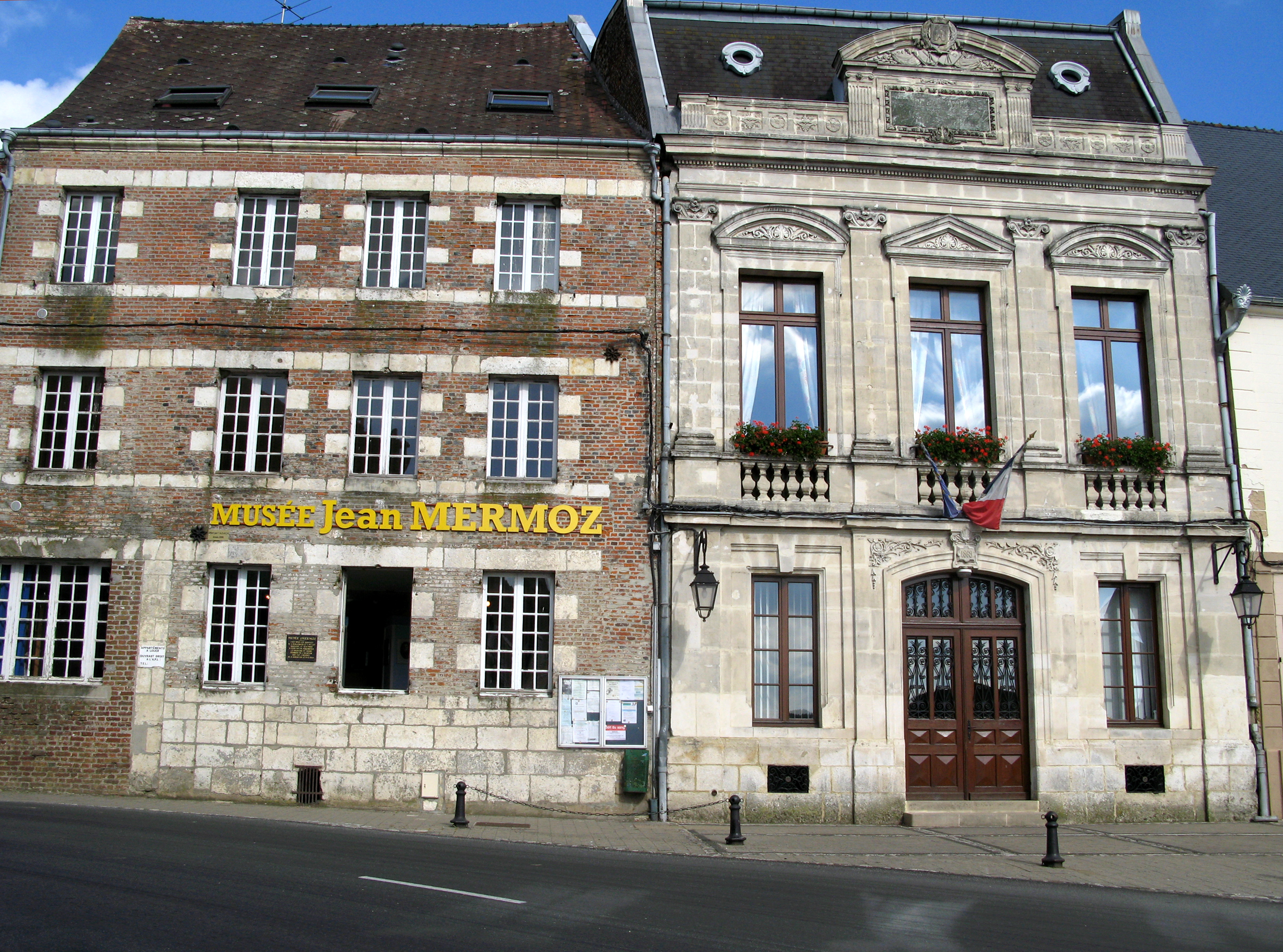
Jean-Mermoz-Museum
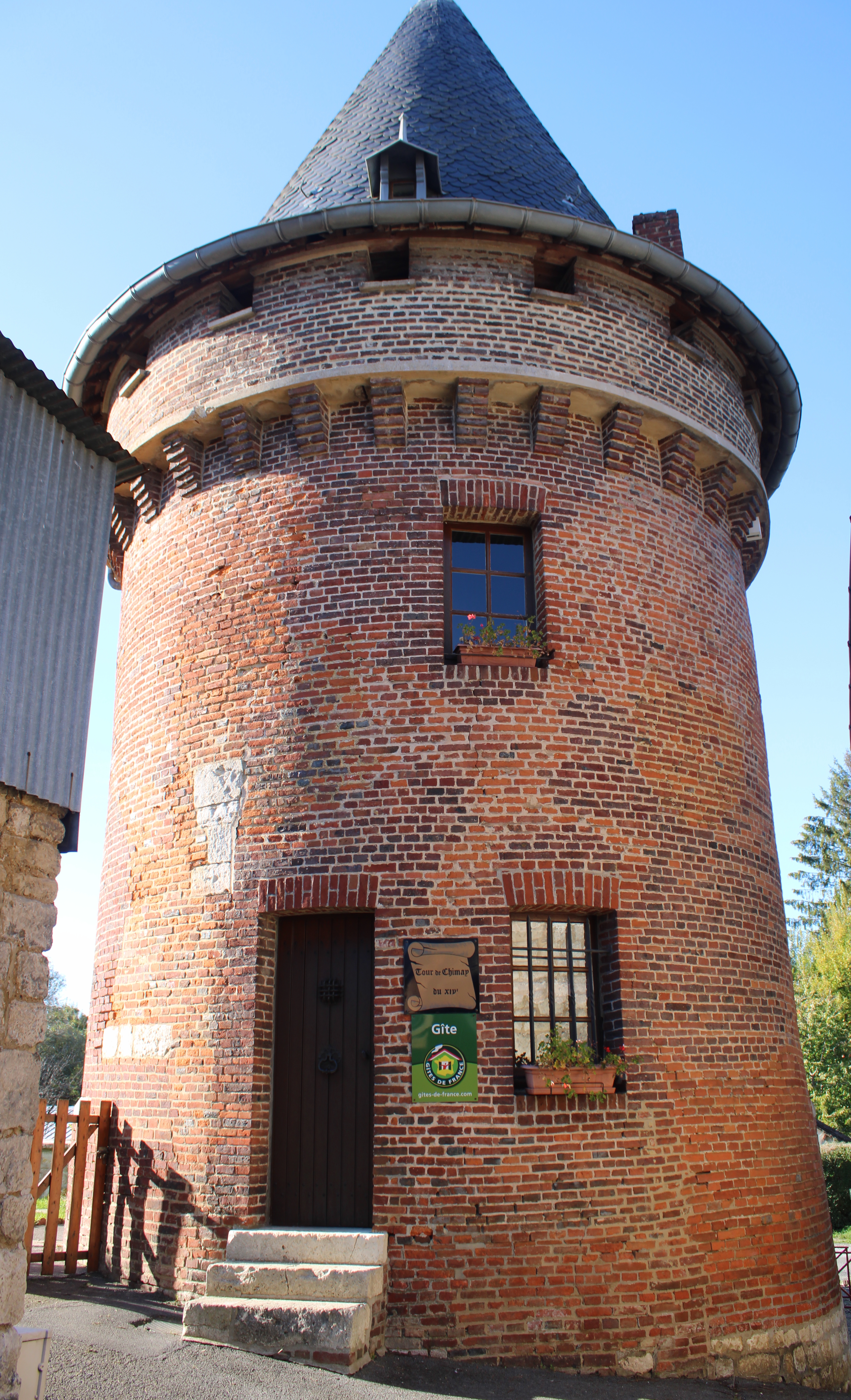
Tour de Chimay
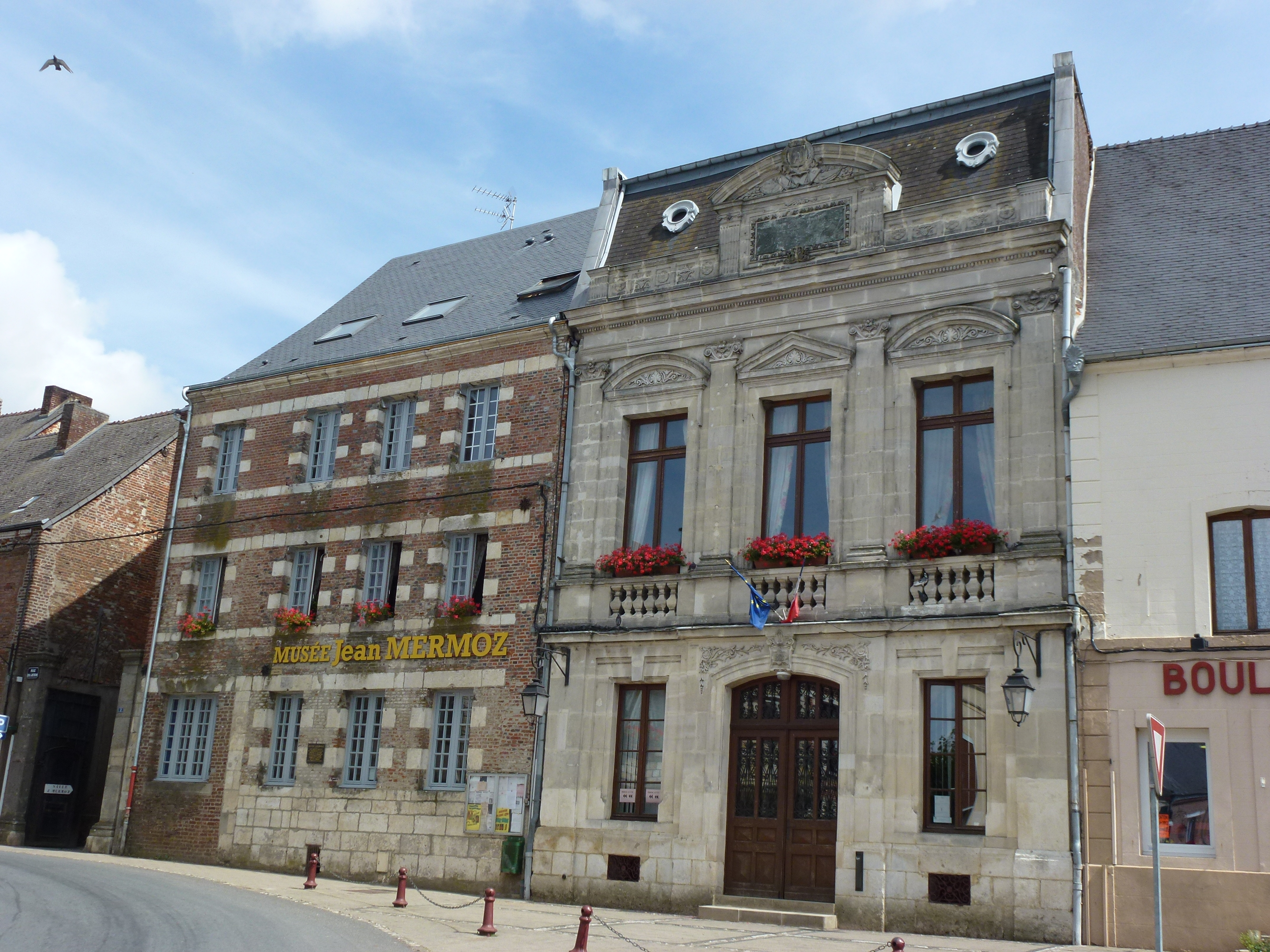
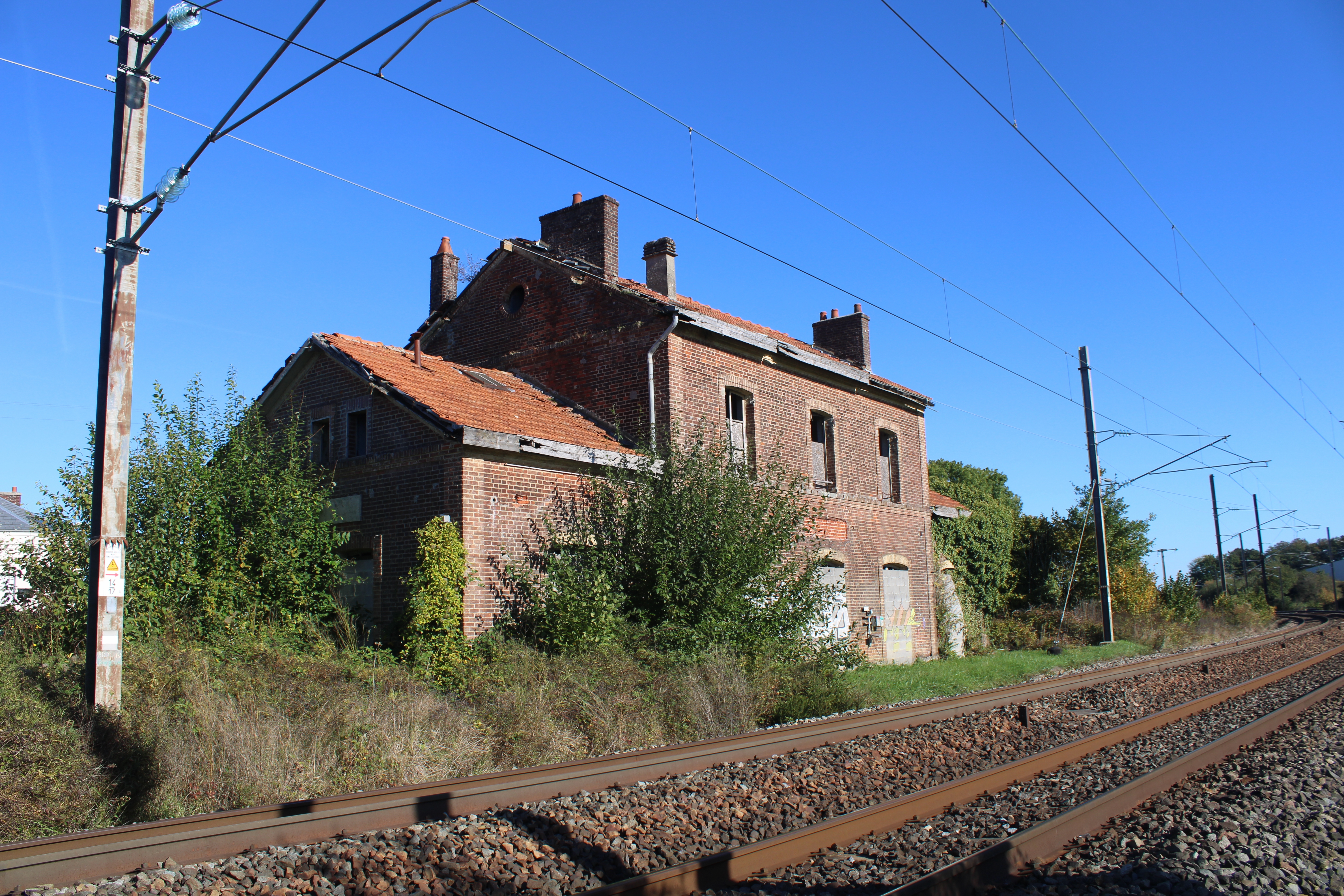
Ehemaliger Bahnhof
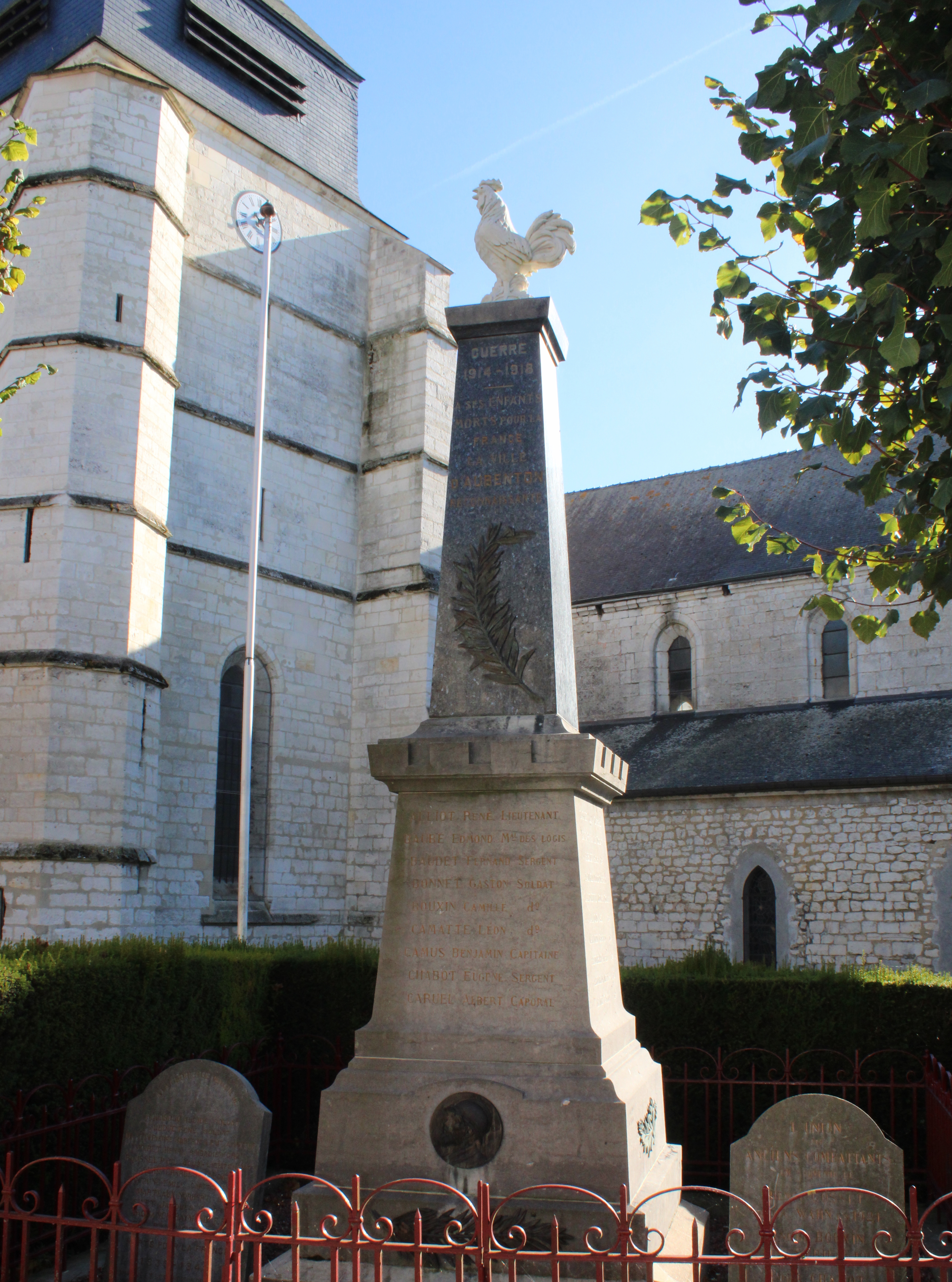
Gefallenendenkmal

## Persönlichkeiten
- Jean Mermoz (1901–1936), Pilot